# Steve Farmer
Steve Farmer (Detroit, 31 dicembre 1948 – Redford, 7 aprile 2020) è stato un chitarrista e compositore statunitense noto principalmente per la sua militanza negli Amboy Dukes e negli Shaw Blades.

## Biografia
Nato a Detroit, iniziò la sua carriera musicale sedicenne, nella sua città natale. Nel 1966 fu tra i fondatori degli Amboy Dukes, insieme a Ted Nugent.
Il secondo album della band fu Journey to the Center of the Mind, un'opera rock psichedelica che fu il loro album più alto in classifica e produsse il loro singolo di maggior successo commerciale. Il terzo album fu Migration. Sebbene non sia stato un successo commerciale, ha mostrato una raffinatezza sia delle capacità compositive di Farmer che delle abilità chitarristiche di Nugent. Tutti e tre gli album (pubblicati dalla Mainstream Records) presentavano tocchi di Farmer in parole e musica che enfatizzavano l'immaginario psichedelico, così centrale nella cultura pop della fine degli anni sessanta.

## Discografia

### Solista
- 2000 - Journey to the Darkside of the Mind

### Con gli Amboy Dukes
- 1967 - The Amboy Dukes
- 1968 - Journey to the Center of the Mind
- 1969 - Migration

### Con gli Shaw Blades
- 1995 - Hallucination
- 2006 - A Classic Rock Christmas

### Collaborazioni
- 2006 - Live It Loud - Slade